# Króle (Bartoszyce)
Pour les articles homonymes, voir Króle.
Króle est un village polonais de la voïvodie de Varmie-Mazurie, dans le powiat de Bartoszyce.